# Капак Юпанкі
Капак Юпанкі (*Qhapaq Yupanki, д/н —бл. 1350) — 5-й Капак Інка міста-держави Куско бл. 1320–1350 років.

## Життєпис
Походив з династії Нижнього Куско. Син Майти Капаки. Спочатку наступником Майти Капака повинен був стати його первородний син Кунті Майта, проте, за легендою, у нього було вкрай непривабливе обличчя та потворна постать. Майта Капак ще за життя змусив Кунті Майта визнати спадкроємцем трону Капак Юпанкі. Після сходження на трон вбив 9 своїх братів, щоб не претендували на трон.
Капак Юпанки здійснив низку військових походів за межі долини Куско, в результаті яких було підкорено долину Юкай. Після чого з успіхом діяв на чолі із військом проти міст-держав Куюмарка та Анкасмарка, які були підкорені Куско. У відсутності Капака Юпанкі за державні справи відповідав один з його братів, Тарко Уаман, що знаходився в Куско. Саме Тарко Уаман відбив напад на столицю племені антауалас. В цей час на допомогу прийшов Капак Юпанкі, який повністю переміг супротивника та вдерся на його територію, яку сплюндрував. Надалі антауаласи зуміли захопити священне місце інків Уанакаурі. Але Капак Інка зумів зрештою відбити це місто, знищивши 6 тис. вояків супротивника.
Під час правління Капака Юпанкі були встановлені дружні відносини племенами кечуа, що мешкали на північному заході від Куско. Це союз він планував використати надалі задля розширення своїх володінь. Разом з ними він почав боротися проти держави чанка. Для боротьби з останніми одружився з Курі Ільпай, донькою володаря міста-держави Аямарка.
Водночас за наказом Капак Юпанкі перейменовано головний палац Куско — Інтіканчу (Палац Сонця) — на Коріканча, який повинен надалі належити лише Сонцю, робить з нього чудовий національний храм державийі одночасно пантеон правлячої династії. Для себе Капак Юпанки будує новий розкішний палац (канчу). Цим започаткував традицію, за якою кожен новий володар зводив для себе новий палац. Нову резиденцію Капак Юпанкі наказав побудувати вище, у броду через річку Уатанай, у тому самому місці, яке алькауіси, що правили тут раніше, називали Пукамарка. Оскільки володарі оселилися «вище», то звідси пішов поділ правителів на «правителів з Нижнього Куско» ті «правителів з Верхнього Куско».
Тривалий час Капак Юпанкі не міг визначити претендента серед своїх синів. Зрештою визначив таким Кіспе Юпанкі, але проти цього виступи Інка Рока, в результаті розпочатої боротьби за владу Капакі Юпанкі було отруєно.

## Родина
Капак Юпанкі, на відміну від більшості інків, мав двох законних дружин. Спочатку одружився з Кусі Чімбі, проте вона нібито збожеволіла. Капак Інка заслав душевнохвору дружину і одружився з донькою кураки (володаря) великого міста Аямарка — Курі Ільпай. Від цього шлюбу народилося багато синів.